# 2909 Хосі-но-іє
2909 Хосі-но-іє (2909 Hoshi-no-ie) — астероїд головного поясу, відкритий 9 травня 1983 року.
Тіссеранів параметр щодо Юпітера — 3,205.